# Сломљена стакла
Сломљена стакла био је југословенски и српски поп рок бенд из Београда.

## Историјат
Бенд је основан 1982. године од стране певача и композитора Зорана Василића. Састав бенда чинили су Младен Лукач (бубњеви), Милан Станковић Мика (клавијатуре), Драган Зарић Заре (гитара) и Александар Сале Живановић (бас гитара).
Први студијски албум бенда под називом Психо клуб продуцирао је Срђан Марјановић, а објављен је 1983. године под окриљем издавачке куће ЗКП РТЉ. На албуму су гостовали Вук Вујачић на саксофону и Зоран Радетић на клавијатурама, док су пратећи вокали били Снежана Стаменковић и Срђан Марјановић. Са албума се издвојила песма Још једна вотка. Након објављивања албума, Милан Станковић је напустио бенд, а заменио га је Драган Петровић, бивши члан група Pasta ZZ и Црни барон.
У јесен 1984. године након великог броја концерата, бенд је објавио албум Љубав је кад..., који је продуцирао Саша Хабић, а објављен је под окриљем издавачке куће Југотон. Песме са албума рађене су под великим утицајем покрета нови романтизам, а текстове за њих писали су Зарић и Василић. Са албума су се издвојиле песме Уна, Монсунски ветрови, Лето је, девојко, насловна и инструментална трака Сенке у ноћи. Убрзо након што је албум објављен бенду су се придружили бас гитариста Владан Васиљевић и бубњар Иван Ранковић.
Албум Само љубав може то објављен је 1988. године за издавачку кућу ПГП РТБ и садржи елементе фолк музике у неким песмама. Албум су снимили Василић, Петровић и Џмерковић (клавијатуре), као и бивши чланови бенда С времена на време, Љуба Нинковић и Асим Сарван на пратећим вокалима, а Дејан Шкопеља на бас гитари и Сафет Петровац Саја на гитари.
Године 1991. Василић и Петровић су са групом музичара снимили албум Само за тебе, објављен за Југодиск. Са албума се истакла нумера Још једна вотка, још једно пиво, као и песме Следи ме и Ивана, које је написао Борис Новковић. Албум су продуцирали Василић и Дуда Безуха, који су такође свирали гитаре, а као гости на албуму били су Снежана Ристић на вокалу и Милан Комненић на клавијатурама. Након објављивања албума бенд је престао са радом.

## Дискографија

### Студијски албуми
- Психо клуб (1983)
- Љубав је кад... (1984)
- Само љубав може то (1988)
- Само за тебе (1991)

### Синглови
- Уна / Љубав Је Кад... (1982)
- Монсунски ветрови / Лето је девојко (1984)

### Гостовање на албумима и компилацијама
- Various — Заплешимо! 16 оригиналних хитова, са песмом Монсунски ветрови (1984)
- Various — Заплешимо, са песмом Монсунски ветрови (1997)
- Various - Evergeen Hitovi 80's Inside Vol. 1, са песмом Још једна вотка, још једно пиво (2011)

## Фестивали
- 1990. МЕСАМ - Ивана
- 1991. МЕСАМ - Црна твоја чипкица, прва награда публике